# Paraphyas
Paraphyas is een geslacht van vlinders uit de familie van de Tortricidae (Bladrollers). Het geslacht werd voor het eerst wetenschappelijk beschreven door Turner in 1927.

## Soorten
Het genus bevat de volgende soort:

- Paraphyas callixena Turner, 1926